# 1118 (szám)
Az 1118 (római számmal: MCXVIII) az 1117 és 1119 között található természetes szám.

## A szám a matematikában
A tízes számrendszerbeli 1118-as a kettes számrendszerben 10001011110, a nyolcas számrendszerben 2136, a tizenhatos számrendszerben 45E alakban írható fel.
Az 1118 páros szám, összetett szám, szfenikus szám. Kanonikus alakja 21 · 131 · 431, normálalakban az 1,118 · 103 szorzattal írható fel. Nyolc osztója van a természetes számok halmazán, ezek növekvő sorrendben: 1, 2, 13, 26, 43, 86, 559 és 1118.
Az 1118 egyetlen szám valódiosztó-összegeként áll elő, ez az 1117².

## Csillagászat
- 1118 Hanskya kisbolygó